# 蘭傑 (喬治亞州)
蘭傑（英語：Ranger）是一個位於美國喬治亞州戈登縣的城鎮。

## 地理
蘭傑的座標為34°30′01″N 84°42′41″W / 34.50028°N 84.71139°W，而該地的平均海拔高度為228米（即748英尺）。

## 人口
根據2010年美國人口普查的數據，蘭傑的面積為2.10平方千米，當中陸地面積為2.10平方千米，而水域面積為0.00平方千米。當地共有人口131人，而人口密度為每平方千米62人。